# Dobryszyce (plaats)
Dobryszyce is een dorp in het Poolse woiwodschap Łódź, in het district Radomszczański. De plaats maakt deel uit van de gemeente Dobryszyce en telt 1020 inwoners.